# AP2A2
AP2A2‏ (Adaptor related protein complex 2 subunit alpha 2) هوَ بروتين يُشَفر بواسطة جين AP2A2 في الإنسان.